# Miklós Krisztina
Miklós Krisztina (Kerepestarcsa, 1987 november 14. – ) magyar színésznő, a Bűnök és szerelmek egyik szereplője.

## Pályafutása
Tagja a gödöllői Fiatal Művészek Egyesületének, a Veres 1 Színháznak, a Sziget Színháznak és az Utca színháznak is, játszott a Gimi sorozatban, illetve több vizsgafilmben is, az ország népszerűséget a Bűnök és szerelmek című sorozat hozta meg számára.

## Családja
Édesanyja az egészségügyben dolgozik, édesapja nyugdíjas, előtte rendőr volt, bátyja őr a gödöllői kastélyban.

## Iskolái
- Szent Imre Katolikus Általános Iskola
- Nemes Nagy Ágnes Középiskola
- Premontrei Szent Norbert Gimnázium
- Budapesti Kommunikációs és Üzleti Főiskola (BKF)